# كيفن هاربوتل
كيفن هاربوتل (بالإسبانية: Kevin Harbottle)‏ (8 يونيو 1990 بأنتوفاغاستا في تشيلي - ) هو لاعب كرة قدم تشيلي في مركز الوسط. شارك مع منتخب تشيلي تحت 20 سنة لكرة القدم ومنتخب تشيلي لكرة القدم. أما مع النوادي، فقد لعب مع أرجنتينوس جونيورز وكولورادو رابيدز ونادي أونيفرسيداد كاتوليكا ونادي أوهيجينس ويونيون إسبانيولا وديبورتيس أنتوفاغاستا وسان ماركوس دي أريكا ‏.

## وصلات خارجية
- كيفن هاربوتل على موقع الدوري الأمريكي (الإنجليزية)
- كيفن هاربوتل على موقع قاعدة بيانات كرة القدم.إي يو (الإنجليزية)
- كيفن هاربوتل على موقع ناشيونال فوتبول تيمز (الإنجليزية)
- كيفن هاربوتل على موقع Soccerway.com (الإنجليزية)
- كيفن هاربوتل على موقع عالم كرة القدم.نت (الإنجليزية)
- كيفن هاربوتل على موقع AS.com (الإسبانية)